# Illumishade
Illumishade is een Zwitserse rock- en metalband. De band werd in 2019 opgericht door Eluveitie-bandleden Fabienne Erni en Jonas Wolf en maakt filmische en fantasymuziek, gecombineerd met rock en metal.

## Etymologie
De naam van de band is een combinatie van de Engelstalige woorden illumination en shade en verwijst naar het contrast tussen licht en duisternis dat in de nummers naar voren komt, evenals het contrast tussen rustige en zware nummers.

## Geschiedenis
Illumishade is ontstaan doordat zangeres Fabienne Erni voor het behalen van haar mastergraad in september 2018 een muziekconcept en band moest samenstellen. Na afloop besloten alle bandleden om de band voort te zetten en een album op te nemen.
Op 5 februari 2020 verscheen de eerste single World's End, iets meer dan een week later gevolgd door de tweede single Rise. Op 15 mei 2020 bracht de band het debuutalbum ECLYPTIC: Wake Of Shadows in eigen beheer uit. Het album werd goed ontvangen.
Op 14 en 15 april 2023 speelde Illumishade voor het eerst in Nederland, nadat een eerder concert in 2021 was afgelast vanwege de coronacrisis. In juli 2023 tekende de band een contract bij Napalm Records en werd het tweede album Another Side of You aangekondigd voor februari 2024. Gelijktijdig daarmee werd een Europese tour aangekondigd.

## Discografie

### Albums
| Jaar | Titel                     | Opmerkingen |
| ---- | ------------------------- | ----------- |
| 2020 | ECLYPTIC: Wake Of Shadows |             |
| 2024 | Another Side of You       |             |

### Singles
| Jaar | Titel                  | Album                     | Opmerkingen         |
| ---- | ---------------------- | ------------------------- | ------------------- |
| 2020 | World's End            | ECLYPTIC: Wake Of Shadows |                     |
| 2020 | Rise                   | ECLYPTIC: Wake Of Shadows |                     |
| 2020 | Muse of Unknown Forces | ECLYPTIC: Wake Of Shadows |                     |
| 2020 | Into the Unknown       | -                         | cover uit Frozen II |
| 2021 | The Endless Vow        | -                         |                     |
| 2021 | Destined Path          | -                         |                     |
| 2022 | Elegy                  | Another Side of You       |                     |
| 2023 | Hymn                   | Another Side of You       |                     |
| 2023 | Enemy                  | Another Side of You       |                     |
| 2023 | Here We Are            | Another Side of You       |                     |
| 2024 | Cloudreader            | Another Side of You       |                     |
| 2024 | Riptide                | Another Side of You       |                     |

### Promotionele singles
| Jaar | Titel                                      | Album                     | Opmerkingen |
| ---- | ------------------------------------------ | ------------------------- | ----------- |
| 2020 | Crystal Silence                            | ECLYPTIC: Wake Of Shadows |             |
| 2020 | Rise [Live Acoustic Version]               | -                         |             |
| 2021 | What Have I Become [Live Acoustic Version] | -                         |             |